# Il vecchio mulino
Il vecchio mulino (The Old Mill) è un film del 1937 diretto da Wilfred Jackson e Graham Heid. È un cortometraggio d'animazione della serie Sinfonie allegre, distribuito negli Stati Uniti dalla RKO Radio Pictures il 5 novembre 1937 dopo aver partecipato in concorso alla 5ª Mostra internazionale d'arte cinematografica di Venezia. Il film raffigura una comunità naturale di animali che popolano un vecchio mulino a vento abbandonato in campagna (il cui modellino d'ispirazione fu realizzato da Ken Anderson), e come affrontano un grave temporale estivo che quasi distrugge il loro habitat.
Il vecchio mulino fu un banco di prova per tecniche di animazione avanzate che sarebbero state utilizzate nei primi Classici Disney, come la cinepresa multipiano, il comportamento realistico degli animali, effetti di illuminazione e colore complessi, raffigurazioni di pioggia, vento, fulmini, increspature, schizzi e riflessi, la rotazione tridimensionale di oggetti dettagliati e l'uso del ritmo per produrre effetti drammatici ed emotivi specifici. Divenne uno dei corti Disney più popolari, vincendo l'Oscar al miglior cortometraggio d'animazione ai premi Oscar 1938 e guadagnandosi l'apprezzamento di Hayao Miyazaki che lo considera il suo film Disney preferito. Nel 1994 si classificò al 15º posto nel libro The 50 Greatest Cartoons, mentre nel 2015 è stato scelto per la conservazione nel National Film Registry della Biblioteca del Congresso in quanto "culturalmente, storicamente o esteticamente significativo". Fu distribuito anche col titolo Vecchio mulino.

## Trama
In aperta campagna, vicino a uno stagno e a un mulino, sopraggiunge il crepuscolo e le vacche si apprestano a rientrare nella stalla. All'interno, il mulino è in rovina e lasciato al più completo stato di abbandono. Infatti è abitato da due uccelli la cui femmina sta covando le uova sotto la ruota della macina, bloccata da una corda, ma anche da alcuni topolini, da due tortore in amore, da un gufo dormiglione e da uno stormo di pipistrelli che si affrettano ad uscire perché sta calando la notte. Quando sopraggiungono le tenebre, le rane gracidano, i grilli friniscono e le lucciole svolazzano tra i canneti. All'improvviso comincia ad alzarsi il vento: tutti i piccoli animali corrono a rifugiarsi mentre il mulino è scosso da violente folate. La tempesta comincia a farsi sentire con dei boati di tuoni in lontananza e una forte raffica di vento fa spezzare i brandelli della corda che teneva bloccato il meccanismo, facendolo muovere. La tempesta infuria sempre di più: gli animali del mulino cercano di ripararsi, il tetto dell'edificio perde alcune tegole e i canneti si aprono a metà fischiando. Sopraggiunge il temporale che, dopo un crescendo di tensione, squarcia il vecchio mulino con un violento fulmine, colpendogli una pala che si spezza. Il mulino si piega quasi distrutto verso l'indietro, mentre il temporale si placa. Sorge il sole e i pipistrelli entrano nella loro dimora, mentre tutti gli animali escono dai loro rifugi, i due uccellini gioiscono per la nascita dei loro piccoli, avvenuta durante la tempesta, e le vacche escono dalla stalla.

## Distribuzione

### Edizioni home video

#### VHS
America del Nord
- More of Disney's Best 1932-1946 (1984)

Italia
- I capolavori di Walt Disney - 9 Oscars (maggio 1986)[9][10]
- Le fiabe volume 2: Il brutto anatroccolo e altre storie (maggio 2002)

#### DVD e Blu-ray Disc
Il cortometraggio fu distribuito in DVD-Video nel secondo disco della raccolta Silly Symphonies, facente parte della collana Walt Disney Treasures e uscita in America del Nord il 4 dicembre 2001 e in Italia il 22 aprile 2004. Fu poi inserito come contenuto speciale nel secondo disco della prima edizione DVD di Bambi, uscita in Italia il 24 febbraio 2005 e in America del Nord il 1º marzo, e quindi anche in tutte le successive edizioni Blu-ray Disc del film (sebbene in SD). In Italia fu incluso anche nel DVD Il brutto anatroccolo e altre storie, uscito il 4 settembre 2003 come secondo volume della collana Le fiabe. È inoltre visibile in HD nel secondo disco della prima edizione Blu-ray Disc di Biancaneve e i sette nani (uscita in America del Nord il 6 ottobre 2009 e in Italia il 3 dicembre), in particolare nel dietro le quinte Gli Hyperion Studios.